# 慢速英语
慢速英语（Special English）是一种简化版本的英语，首次使用于1959年10月19日，其中最著名的是“美国之音”（Voice of America，VOA）的慢速英语节目。这种英语的特点是：播音员阅读速度缓慢，使用有限的词汇（约1500字）和简化的语法。相邻语句之间做短暂的停顿，使这个词的边界很容易理解。这种英语适合于对英语不是很熟悉和正在学习英语的人群，但通常不会在日常生活中使用。生词和准则的语法和语音提供在美国之音的网站上。